# Овчаренко Олександр Григорович
Олекса́ндр Григо́рович Овчаре́нко (3 січня 1974 — 26 червня 2015) — молодший сержант Збройних сил України. Загинув під час російсько-української війни.

## З життєпису
В часі війни — молодший сержант, водій 1-го механізованого батальйону 93-ї окремої механізованої бригади.
Загинув 26 червня 2015 року вранці під час організації зв'язку біля базового табору в селі Водяне Ясинуватського району. Тоді ж загинув старший солдат В'ячеслав Красько.
Похований в селі Надеждівка Синельниківського району.
Без Олександра лишились дружина та троє дітей.

## Нагороди
- 16 січня 2016 року, — за мужність, самовідданість і високий професіоналізм, виявлені у захисті державного суверенітету та територіальної цілісності України, вірність військовій присязі, — нагороджений орденом «За мужність» III ступеня (посмертно)[1]